# 六百山

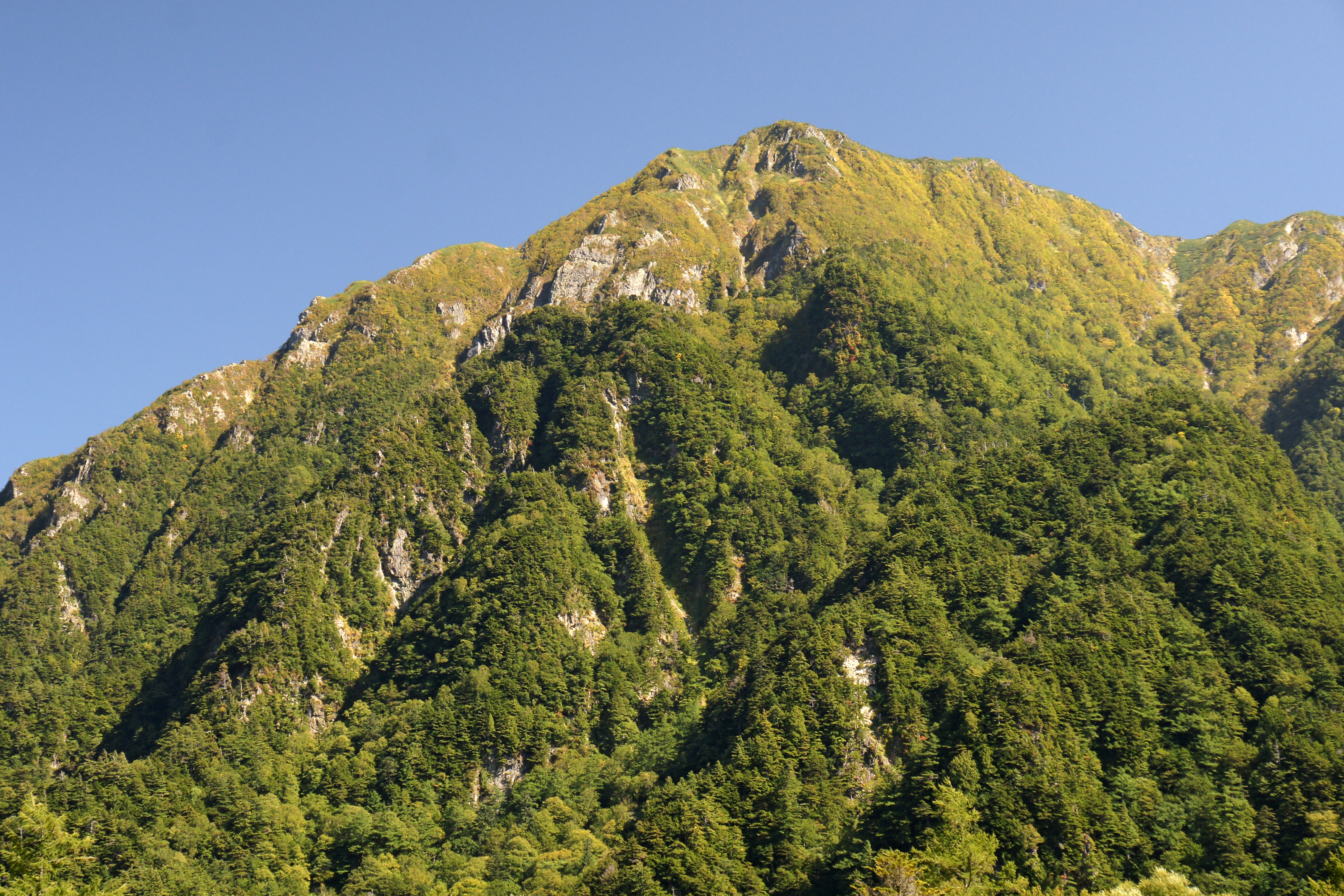
山頂

六百山（ろっぴゃくざん）は、飛騨山脈（北アルプス）にある標高2,470mの山である。

## 概要
上高地の南にあり、常念山脈に属する。霞沢岳の前山のような存在の山。山体すべてが長野県松本市に所在する。登山道はない。
標高2,450mの三角点は最高点になく、少し北側にある。

## 周辺の山
- 霞沢岳
- 穂高岳